# David Kinloch
David Kinloch (* 21. listopadu 1959 v Glasgow, Skotsko) je skotský spisovatel a profesor poezie a skotské literatury na Strathclydské univerzitě. V mládí studoval na univerzitě v Glasgow a na Oxfordské univerzitě. V minulosti pracoval mnoho let jako učitel francouzské literatury i jazyka. Autor založil časopis s názvem Verse, který se věnuje poezii. Dále je zakladatelem Skotského centra pro spisovatele (Scottish Writer's Centre).
Autor vydal pět básnických sbírek, přičemž poslední je Finger of a Frenchman (2011). Za svá díla získal celou řadu ocenění, např. v 2004 získal Robert Louis Stevenson Memorial Award, v roce 2008 získal stipendium od Skotské umělecké rady (Scottish Arts Council) a také od Britské rady pro výzkum umění a humanitních věd (Arts and Humanities Research Council of Great Britain).
V roce 2014 se David Kinloch zúčastnil festivalu Měsíc autorského čtení, který je pořádám brněnskou agenturou a nakladatelstvím Větrné mlýny. Tato agentura natočila pro Českou televizi cyklus “Skotská čítanka – Don't Worry – Be Scottish” - díl s Davidem Kinlochem režíroval Ladislav Cmíral.

## Díla

### Básnické sbírky
- Dustie - Fute (1992)
- Paris - Forfar (1994)
- Un Tour d'Ecosse (2001)
- In My Father's House (2005)
- Finger of a Frenchman (2011)